# Neomysis sopayi
Neomysis sopayi är en kräftdjursart som beskrevs av Holmquist 1957. Neomysis sopayi ingår i släktet Neomysis och familjen Mysidae. Inga underarter finns listade i Catalogue of Life.